# Постарнакевич Іван Володимирович
Іван Володимирович Постарнакевич (1910 — ?) — український радянський діяч, новатор виробництва, розточувальник Одеського заводу фрезерних верстатів імені Кірова. Кандидат у члени ЦК КПУ в 1966—1971 р. Член ЦК КПУ в 1971—1976 р.

## Біографія
Народився в жовтні 1910 року. Працював на одеських заводах.
Член ВКП(б) з 1940 року.
З 1940-х років — розточувальник, бригадир розточувальників Одеського заводу фрезерних верстатів імені Кірова. Перевиконував річні норми, досягав високих виробничих показників у роботі, був новатором виробництва.
Автор книжки «На расточных станках» (М.: Профиздат, 1956. (рос.)).

## Нагороди
- орден Леніна
- ордени
- медалі
- Почесна грамота Президії Верховної Ради Української РСР (20.10.1970)